# 風 (テレビドラマ)
『風』（かぜ）は、TBSと松竹が制作し、TBS系列で放映された時代劇。モノクロ作品。1967年10月4日から1968年9月11日まで毎週水曜午後8時からの1時間枠で全41回が放送された。うち、第10話はフィルム原版の所在不明のため欠番扱い。冒頭に「時代活劇シリーズ」と銘打たれていた。

## 概要
時は天保年間、老中水野忠邦（池部良）による改革が推進されるが、世は混迷の度を深めていた。ここに快男児・風の新十郎（栗塚旭）が現れ、様々なトラブルに首を突っ込んでは次々と難題を処理してゆく。新十郎は水野に共感し、様々な場面で彼をサポートする働きをするが、手下にはならず対等の立場から協力していく。
2000年12月に松竹ホームビデオより第1話から第3話までを収録したビデオが発売され、2004年10月には第10話と第25話を除く39話分が松竹よりDVD-BOXとして発売された。第10話と第25話はフィルム原版の所在不明により欠番とされていたが、2011年に第25話が発見されたとして時代劇専門チャンネルで放送されている。ただし、完全な形で発見されたわけではなく、一部映像が欠損し音声のみの箇所がある。このため、発見後（2011年以降）の放送時には、映像が欠損した部分の場面の状況や台詞をテロップで説明していた。

## キャスト
- 風の新十郎 … 栗塚旭
元義賊。嵐の夜に大凧に乗って名古屋城から金の鯱鉾を盗み出したのを最後に、2年間、江戸に潜伏し消息を絶っていた。庶民の暮らしの安定のため、理想に燃え、改革を進める水野に共感し協力を申し出るが、自由人で権力への従属意識はなく、故に水野忠邦から協力を依頼される場合も、対等の立場で引き受ける。水野からは必ずしも信頼を得ているとは言い難い面もあるが、本人は一向に気にしていない。必要とあれば、町人から侍（それも相当な身分の者）にまで変装する。
- かがり … 土田早苗
水野配下のくの一。任務第一の忠実な甲賀忍者だが、当初は敵対視していた新十郎に思いを寄せるようになる。そのため、美女がらみの事件になると嫉妬の炎を燃やす女らしい一面もある。しかし、新十郎にはうまくはぐらかされてばかりいる。後半になると忍び装束だけでなく、町娘風の格好もするようになった。男装も多い。
- 相川左近 … 小林昭二（第1～6話、第8～15話、第17～23話、第25～29話、第31～34話、第36～41話）
奉行所の同心。長崎奉行所から江戸北町奉行所に赴任する途中で船が難破して行方不明となり、一時、新十郎に名前を騙られていた。そのため、自分の手で新十郎を捕縛しようと躍起になっている。しかし一方では新十郎の人間味に惹かれ、次第に立場を越えた不思議な友情が生まれ、途中からは完全に新十郎の協力者となる。正義漢で人情家。
- 福内鬼外 … 志村喬（第1～3話、第6話、第10話）
高名な蘭学者。様々な道具を発明し、新十郎に協力する。初期（主に1クール目）のみの登場。平賀源内の浄瑠璃作者としての筆名と同じ役名だが、作品の時代背景と源内が生きていた時代が異なるため、この人物は源内をモデルとした別人であると思われる。役名の読み方は第1話の新十郎の台詞によると「ふくわうち きがい」である。
- 早苗 … 東山明美（第1～4話、第6話、第8～14話）
福内鬼外の娘。新十郎に思いを寄せる。初期（主に1クール目）のみの登場。侍姿に化けたことがある。左近に想いを寄せられるが特に相手にしてはいない。
- 源爺い … 小松方正（第16話、第22話、第41話）
かがりの忍術の師匠であり、彼女が幼い頃から面倒を見ていたという。普段は甲賀の里に住んでいる。
- 水野忠邦 … 池部良（第1話、第3～5話、第8話、第9話、第14話、第19話、第26話、第33話、第38話、第41話）
筆頭老中。時代劇では定番の悪役である水野忠邦だが、本作では善玉。最終回で失脚する。寝所に忍び込んだ新十郎に興味を抱き協力を呼びかけ、新十郎も呼応するが、その関係は主従ではなく対等のものであるため、最初の頃は新十郎を「油断のならぬ男」と呼ぶなど、必ずしも新十郎を信用しきっていないと思われる言動を見せることがあったが、徐々に新十郎に信を寄せていく。

## 放映リスト（サブタイトルリスト）
| 話数 | 題名                     | 放送日         | 脚本       | 監督       | 出演 |
| ---- | ------------------------ | -------------- | ---------- | ---------- | --- |
| 1    | 新十郎登場               | 1967年 10月4日 | 鈴木生朗   | 松田定次   | 栗塚旭、東山明美、土田早苗、小林昭二、高森和子、石山健二郎、穂積隆信、桃山みつる、大木晤郎、楠本健二、汐路章、橋本薫、土橋勇、吉村幸二、松田智江、谷口登、志村喬、池部良               |
| 2    | 獣の城                   | 10月11日       | 窪田篤人   | 松田定次   | 栗塚旭、東山明美、土田早苗、小林昭二、長内美那子、入江洋佑、菅貫太郎、西山辰夫、多賀勝、川崎裕之、近江礼子、浦岡悠子、辻鏡二郎、丸尾好広、坂上実、地名坊信夫、志村喬                   |
| 3    | 王手飛車とり             | 10月18日       | 窪田篤人   | 飯島敏宏   | 栗塚旭、東山明美、土田早苗、小林昭二、瞳麗子、沢田雅美、夏川かおる、天路圭子、高橋正夫、服部哲治、山岡鉄也、宮城稔、出水憲司、佐藤洋、坂上実、ジミー・ロバート、志村喬、池部良         |
| 4    | 海賊と宝と青春と         | 10月25日       | 佐々木守   | 飯島敏宏   | 栗塚旭、東山明美、土田早苗、小林昭二、天田俊明、高野真二、寺島雄作、加藤浩、谷口登、野崎善彦、重久剛、和田正信、川崎裕之、多賀勝、神戸瓢介、徳田実、広瀬義宣、滝野譲二、池部良         |
| 5    | 脅迫者                   | 11月1日        | 鈴木生朗   | 松田定次   | 栗塚旭、土田早苗、小林昭二、姫ゆり子、渡辺文雄、松村康世、宗府徹、志摩靖彦、市川男女之助、入江慎也、土橋勇、湊武雄、福田靖子、池部良                                                   |
| 6    | 小判を買う男             | 11月8日        | 鈴木生朗   | 松田定次   | 栗塚旭、東山明美、土田早苗、小林昭二、原田甲子郎、小林勝彦、新井茂子、木村玄、原聖四郎、野崎善彦、佐々木松之丞、志村喬                                                                 |
| 7    | その火薬をわたすな       | 11月15日       | 鈴木生朗   | 西山正輝   | 栗塚旭、土田早苗、伊藤雄之助（特別出演）、高橋長英、磯部玉枝、北村栄三、三田登喜子、原健策、藤尾純、江田島隆、司みのり、大浜豊                                                         |
| 8    | 忍びの館                 | 11月22日       | 窪田篤人   | 西山正輝   | 栗塚旭、東山明美、土田早苗、小林昭二、入川保則、嘉手納清美、若松和子、伊沢一郎、諸角啓二郎、芦屋雁平、玉生司郎、松浦武男、川崎広行、君川通、紅かおり、池部良                           |
| 9    | 走れ! 新十郎             | 11月29日       | 佐々木守   | 実相寺昭雄 | 栗塚旭、東山明美、土田早苗、小林昭二、左時枝、清水綋治、樋浦勉、舟橋元、新村礼子、前田隣、岸野猛、江口明、池部良                                                                       |
| 10   | すっ飛び東海道 （※欠番） | 12月6日        | 鈴木生朗   | 松田定次   | 栗塚旭、東山明美、土田早苗、小林昭二、石浜朗、吉野謙二郎、上田吉二郎、志村喬 |
| 11   | 裏切りの谷               | 12月13日       | 窪田篤人   | 飯島敏宏   | 栗塚旭、東山明美、土田早苗、小林昭二、和崎俊也、佐々木功、大川栄子、牧紀子、沢田雅美、尾形伸之介、大前均、神木真寿雄、岩上正浩、上杉高也、大東俊二、丸尾好弘、辻鏡二郎、淡路章、坂上実 |
| 12   | 百万両の腕               | 12月20日       | 吉田哲郎   | 西山正輝   | 栗塚旭、東山明美、土田早苗、小林昭二、根上淳、太田博之、神田隆、細川俊夫、加藤和恵、小池修一、小倉徳七、金岡美津子、乃木年雄、和田正信、佐々木松之丞、智村清                           |
| 13   | 絵姿五人小町             | 12月27日       | 佐々木守   | 実相寺昭雄 | 栗塚旭、東山明美、土田早苗、小林昭二、原保美、内田朝雄、田村奈巳、真理明美、西尾三枝子、北原しげみ、二本柳敏恵、八木昌子、花ノ本寿、青山宏                                             |
| 14   | 孤剣春を行く             | 1968年 1月3日  | 鈴木生朗   | 松田定次   | 栗塚旭、東山明美、土田早苗、小林昭二、村松英子、佐々木孝丸、柳沢真一、塩崎純男、影山泉、近藤準、谷口登、玉生司郎、浦岡悠子、池部良                                                     |
| 15   | 見ろ!言え!聞け!          | 1月10日        | 吉田哲郎   | 西山正輝   | 栗塚旭、土田早苗、小林昭二、小林千登勢、前田吟、金井由美、杉田康、浮田左武郎、徳大寺伸、山路義人、加賀爪清和、小沢文也、宮村時秀、梶川武利、宮越勉                                     |
| 16   | 最後に笑う奴             | 1月17日        | 鈴木生朗   | 松田定次   | 栗塚旭、土田早苗、小松方正、勝部演之、田島和子、北見治一、近藤宏、岸久美子、江幡高志、野崎善彦、中村信子                                                                               |
| 17   | いのち果てるとも         | 1月24日        | 吉田哲郎   | 西山正輝   | 栗塚旭、土田早苗、小林昭二、川津祐介、松川純子、刈屋ヒデ子、高橋とよ、戸上城太郎、金光満樹、尾上鯉之助、加治春雄                                                                       |
| 18   | 過去からの呼出し状       | 1月31日        | 鈴木生朗   | 松田定次   | 栗塚旭、土田早苗、小林昭二、中原早苗、宇佐美淳也、新藤恵美、柳谷寛、植村謙二郎、高野真二、江角英明、ミスワカサ、島ひろし                                                               |
| 19   | すばらしい明日           | 2月7日         | 山根優一郎 | 飯島敏宏   | 栗塚旭、土田早苗、小林昭二、長谷川明男、森健二、戸浦六宏、正司照江、蜷川幸雄、東京子、清川新吾、高島英志郎、玉生司郎、川崎祐之、坂上実、野崎善彦、池部良                               |
| 20   | 小指のない武士           | 2月14日        | 宮川一郎   | 西山正輝   | 栗塚旭、土田早苗、小林昭二、野川由美子、今井健二、太刀川寛、見明凡太朗、穂高稔、浜村純、伊藤栄子、中村是好、松本染升、北原将光、吉川満子                                               |
| 21   | 誰がための仇討ち         | 2月21日        | 石堂淑朗   | 実相寺昭雄 | 栗塚旭、土田早苗、小林昭二、内田良平、原知佐子、北沢彪、北あけみ、玉川伊佐男、仲野力永、荒木雅子、吉原正皓、高桐真、江田島隆                                                           |
| 22   | 狙われた雛人形           | 2月28日        | 鈴木生朗   | 松田定次   | 栗塚旭、土田早苗、小林昭二、小松方正、夏八木勲、藤田佳子、須賀不二男、沼田曜一、高津住男、深山ユリ、河上健太郎、坂上実                                                                 |
| 23   | 地獄の沙汰               | 3月6日         | 宮川一郎   | 井沢雅彦   | 栗塚旭、土田早苗、小林昭二、工藤堅太郎、岸田森、青柳美枝子、吉田義夫、梅津栄、南祐輔、高橋正夫、加賀邦男、皆川和子、小倉徳七、市川祐二、宗府徹、大東俊治                               |
| 24   | 野望の絵図               | 3月13日        | 鈴木生朗   | 松田定次   | 栗塚旭、土田早苗、青木義朗、市川和子、江見俊太郎、山城新伍、左卜全、服部哲治、北村英三、諸口旭、和田正信                                                                               |
| 25   | 江戸惜春譜               | 3月20日        | 鈴木生朗   | 実相寺昭雄 | 栗塚旭、土田早苗、小林昭二、斉藤チヤ子、山口崇、花沢徳衛、なべおさみ、成瀬昌彦、樋浦勉、加地健太郎、国睦子、岡部正純、酒井哲、山本一郎、浜崎憲三                                       |
| 26   | 無法の宿場               | 3月27日        | 宮川一郎   | 西山正輝   | 栗塚旭、土田早苗、小林昭二、葉山葉子、三浦布美子、睦五郎、穂積隆信、野口元夫、鮎川浩、阿部希郎、橋本仙三、市川男女之助、池部良                                                         |
| 27   | 群狼の町                 | 4月3日         | 鈴木生朗   | 松田定次   | 栗塚旭、土田早苗、小林昭二、多々良純、亀井光代、森健二、玉川良一、富永美沙子、山本麟一、成田次穂、木田三千雄、佐藤京一、松村康世、中村信子                                             |
| 28   | 暮六ツまで               | 4月10日        | 吉田哲郎   | 井沢雅彦   | 栗塚旭、土田早苗、小林昭二、松村達雄、有川博、槙杏子、上田忠好、北村総一郎、関戸純方、稲吉靖、広村芳子、青山宏、長谷川弘、滝左太郎、井関悦栄、朝永桐子                                 |
| 29   | 若き祈り                 | 4月17日        | 松本彰     | 松野宏軌   | 栗塚旭、土田早苗、小林昭二、宗方勝巳、若柳菊、三角八郎、川合伸旺、真山知子、幸田宗丸、浅野進治郎、住吉正博、北見唯一、戸板幸男、楠義孝、原聖四郎、片桐秀樹                             |
| 30   | 頼まれた略奪             | 5月1日         | 鈴木生朗   | 松田定次   | 栗塚旭、土田早苗、砂塚秀夫、小畠絹子、長谷川澄子、草薙幸二郎、中村信子、谷口登、黛康太郎                                                                                               |
| 31   | 虫けら野郎               | 5月15日        | 吉田哲郎   | 西山正輝   | 栗塚旭、土田早苗、小林昭二、勝呂誉、岸本教子、悠木千帆、富川澈夫、笠井一彦、草野大悟、西山辰夫、唐沢民賢、出水憲司、大東俊二、丸尾好弘、浦岡悠子、佐藤裕爾                             |
| 32   | 今千姫                   | 5月22日        | 神阪京一   | 井沢雅彦   | 栗塚旭、土田早苗、小林昭二、白木マリ、大塚国夫、宗近晴見、中台祥浩、平田守、小瀬朗、氏家慎子、多田幸雄、弥富光夫、田村保、野崎善彦、[小池栄                                            |
| 33   | 地獄からの使者           | 5月29日        | 鈴木生朗   | 松田定次   | 栗塚旭、土田早苗、小林昭二、南原宏治、内田朝雄、藤木孝、笹岡勝治、山本紀彦、真弓田一夫、青木一子、倉田爽平、小林寛、富永一矢、田中賎男、池部良                                         |
| 34   | 白州の鬼                 | 6月26日        | 元持栄美   | 松野宏軌   | 栗塚旭、土田早苗、小林昭二、沢本忠雄、織本順吉、竜崎一郎、御影京子、水村泰三、春丘典子、戸田皓久、和田正信、浜崎満                                                                     |
| 35   | 金塊消失                 | 7月3日         | 高岩肇     | 西山正輝   | 栗塚旭、土田早苗、筑紫あけみ、川津祐介、水木襄、信欣三、神田隆、伊豆肇、渡辺篤、武藤章生、原鉄、荒木雅子、吉原正皓、松川純子                                                           |
| 36   | 悲願兄弟鏡               | 7月10日        | 宮川一郎   | 井沢雅彦   | 栗塚旭、土田早苗、小林昭二、東千代之介、姿美千子、佐々木功、金田龍之介、園田裕久、石井竜一、芹川洋、永野達雄、野村鬼笑                                                                 |
| 37   | 若さま飛び出す           | 7月24日        | 鈴木生朗   | 松田定次   | 栗塚旭、土田早苗、小林昭二、田村正和、新藤恵美、清水元、高野真二、左卜全、永山一夫、景山雄司、岩田直二                                                                                 |
| 38   | 香木騒動始末記           | 8月14日        | 芦沢俊郎   | 松野宏軌   | 栗塚旭、土田早苗、小林昭二、安井昌二、有馬昌彦、久保幸一、市川男女之助、児玉謙次、佐藤文紀、加藤恒喜、横堀秀勝、新宮寺寛、多田久子、佐々木松之亟、池部良                               |
| 39   | 帰って来た男             | 8月21日        | 本山大生   | 井沢雅彦   | 栗塚旭、土田早苗、小林昭二、小笠原良知、日野麻子、長谷川明男、山村弘三、浅見比呂志、山岡徹也、南祐輔、大山良平、島村昌子、小柳圭子、井関悦栄                                           |
| 40   | 刀の中の顔               | 8月28日        | 神阪京一   | 西山正輝   | 栗塚旭、土田早苗、小林昭二、露口茂、北原義郎、高木二朗、大塚周夫、中井啓輔、加藤和恵、北村英三、岡本隆成、守田比呂也、明石潮                                                           |
| 41   | 海原はるかに             | 9月11日        | 鈴木生朗   | 松田定次   | 栗塚旭、土田早苗、小林昭二、小松方正、睦五郎、西沢利明、石川進、黛康太郎、山本明子、池部良                                                                                             |

## スタッフ
- プロデューサー：桑田良太郎（第1 - 13話）、山内静夫（第13 - 29話）、四方基（第30 - 41話）
- 監督：松田定次、飯島敏宏、西山正輝、実相寺昭雄、井沢雅彦、松野宏軌
- 脚本：鈴木生朗、窪田篤人、佐々木守、吉田哲郎、宮川一郎、 山根優一郎、石堂淑朗、松本彰、神阪京一、元持栄美、高岩肇、芦沢俊郎、本山大生
- 音楽：冬木透
- 撮影：川崎新太郎、西前弘、本田平三、木下富蔵、石田邦昭、町田敏行
- プロデューサー補：淡豊昭
- 照明：仙波正巳、染川広義
- 美術：川村鬼世志、倉橋利韶、武田殷一
- 録音：井延順一、高橋太郎、二見貞行
- 編集：天野栄次
- 助監督：深田昭、萩原徳三、萩原将司
- 記録：川島庸子、野口多喜子、山村晶子
- 装飾：藤井達也、伊藤健三、稲川兼三
- 進行：朝日宏而、荒木誠二、白坂茂
- 殺陣：但馬貞雄
- 制作主任：山本裕一、小島清文
- 特撮：ピープロダクション
- 特技：宍戸大全グループ
- 現像：東洋現像所
- 提携：くるみ座
- 協力：京都映画
- 制作：TBS、松竹

## 主題歌
- 『風』（作詞：川崎高、作曲：冬木透、唄：栗塚旭、販売元：テイチクレコード）
  - オープニングは、この曲のインストゥルメンタル。
  - 回によっては、エンディングでこの曲の歌詞が表示されることがあった。

## 再放送
- CS放送
  - 2001年9月 - 2002年6月（ホームドラマチャンネル） ※全39話
  - 2002年7月 - 9月（ホームドラマチャンネル） ※全39話
  - 2003年6月 - 8月（時代劇専門チャンネル） ※全39話
  - 2004年3月 - 5月（時代劇専門チャンネル） ※全39話
  - 2007年5月 - 2008年2月（ホームドラマチャンネル） ※全39話
  - 2011年7月 - 9月（時代劇専門チャンネル） ※全40話
  - 2011年10月 - 12月（時代劇専門チャンネル） ※全40話

## エピソード
- 顔合わせのとき、主役に挨拶をしたら、オネエ言葉を使い、シナシナっとした態度でテレビの印象と全く違う為、「ふざけるな」と注意した。だが、スタッフに「この人はこれが普通なんです」と言われて呆れた、と実相寺昭雄が後に語っている。[要出典]
- 栗塚自身はこの作品にも思い入れを持っているようで、時代劇専門チャンネルのミニ情報番組に出演した際にも、この作品の思い出を語っていたことがある。
- オープニングは前期と後期で二種類あり、前期は新十郎が様々な扮装をした後に二人の侍と斬り合うものであり、後期は着流しの右肩に入った「風」の文字のアップから入り複数名の侍と斬り合うものである。
- 主演の栗塚は、元々東映の『新選組血風録』で売り出していたが、本作品は松竹が制作に関わったため、当時の五社協定に抵触してしまい、劇団くるみ座を退団することとなったという。
- 監督の1人である実相寺昭雄は、後に『怪奇大作戦』第23話・第25話の京都ロケ編にて本作品からの繋がりで京都映画のスタッフで撮影を行った[1]。同作品には他にTBSの意向で演出の飯島敏宏や音楽の冬木透、レギュラーの配役に小林昭二といった第一期ウルトラシリーズの関係者も参加している[2]。